# Alafiinae
Alafiinae, podtribus zimzelenovki dio tribusa Nerieae,. Sastoji se od četiri roda, svi su iz Afrike

## Rodovi
1. Alafia Thouars
2. Farquharia Stapf
3. Isonema R.Br.
4. Strophanthus DC.